# Хонхолойское сельское поселение (Мухоршибирский район)
Се́льское поселе́ние «Хонхолойское» (бур. Хонхолоной hомон) — муниципальное образование в Мухоршибирском районе Бурятии Российской Федерации.
Административный центр — село Хонхолой.

## История
Статус и границы сельского поселения установлены Законом Республики Бурятия от 31 декабря 2004 года № 985-III «Об установлении границ, образовании и наделении статусом муниципальных образований в Республике Бурятия»

## Население
| 2002  | 2011  | 2012  | 2013  | 2014  | 2015  | 2016  |
| ----- | ----- | ----- | ----- | ----- | ----- | ----- |
| 1783  | ↘1586 | ↘1562 | →1562 | ↘1551 | ↘1539 | ↘1535 |
| 2017  | 2018  | 2019  | 2020  | 2021  | 2023  | 2024  |
| ↘1527 | ↘1519 | ↘1500 | →1500 | ↘1386 | ↘1358 | ↗1362 |

## Состав сельского поселения
| № | Населённый пункт | Тип населённого пункта       | Население |
| - | ---------------- | ---------------------------- | --------- |
| 1 | Хонхолой         | село, административный центр | ↗1362     |